# خوسيه سانابريا
خوسيه سانابريا (بالإسبانية: Jose Sanabria)‏ (مواليد 16 فبراير 1963) هو ملاكم فنزويلي، مثّل بلاده في الألعاب الأولمبية الصيفية 1988.

## روابط خارجية
خوسيه سانابريا على موقع بوكس ريك (الإنجليزية) (registration required)